# Albert Andergassen
Albert Andergassen (* 10. Jänner 1925 in Innsbruck; † 4. Jänner 1965 ebenda) war ein österreichischer Ingenieur, Baumeister und Wohnungsbaumanager. Ein Großvater war Josef Andergassen.

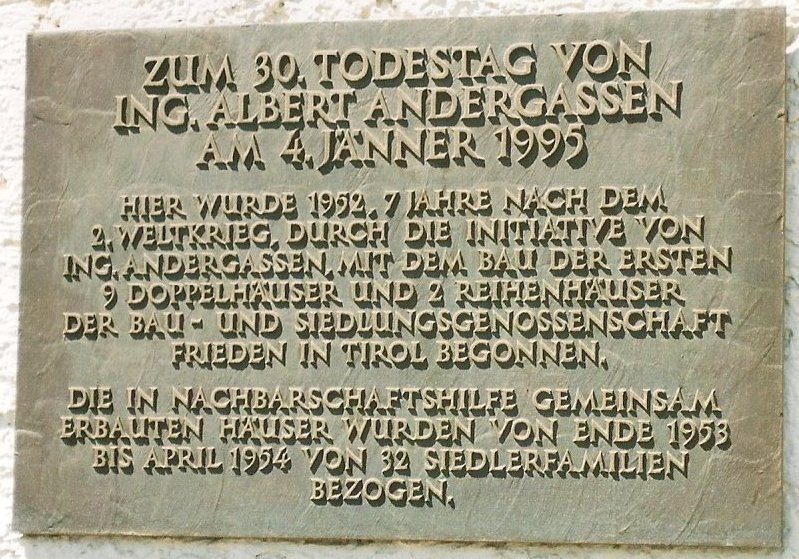
Gedenktafel für Albert Andergassen

## Widerstand
Nach dem Anschluss im Jahr 1938 wurde von mehreren Tiroler Jugendführern der ehemals österreichischen Jugendverbände die legitimistische Widerstandsgruppe Freiheit Österreich bzw. Vergißmeinnicht gegründet. Das Ziel war Erfassung aller waffenfähigen jungen Männer für einen geplanten, bewaffneten Widerstand und für die Errichtung einer österreichischen Monarchie unter Otto von Habsburg. 
Der Schüler Albert Andergassen war Mitglied dieser Widerstandsgruppe. Es gab regelmäßige Treffen der Gruppe in Privatwohnungen der Mitglieder und bei getarnten Ausflügen.
Ein Teil der Widerstandskämpfer wurde bereits Anfang Oktober 1938 und im Juli 1939 von der Gestapo verhaftet. Trotzdem trafen sich die Mitglieder weiterhin. Als Abzeichen und Erkennungszeichen diente der Gruppe ein Vergissmeinnicht.

## Bauprojekte
In der unmittelbaren Nachkriegszeit waren das Flüchtlingselend und der Bedarf nach Wohnraum besonders groß, deshalb engagierte sich der Apostolischen Administrator (der Diözese Brixen) von Innsbruck-Feldkirch, und spätere erste Diözesanbischof der neu gegründeten Diözese Innsbruck, Paulus Rusch für die Verwirklichung von Wohnungsbauprojekten. Rusch setzte sich besonders dafür ein, dass kircheneigene Baugründe als kostengünstige Pachtobjekte Siedlern zur Verfügung gestellt werden konnten. Unter seiner Ägide galt daher die Parole Gottesdienst ist Baudienst.
Ruschs kirchenpolitisch sehr offene Perspektive, zeigte sich besonders in dem von ihm maßgeblich geprägten Sozialhirtenbrief der österreichischen Bischöfe aus dem Jahre 1956, in dem er eine Verbindung zum Sozialismus und deren politischen Vertretern herzustellen versuchte.
Albert Andergassen war Organisator und Beauftragter sämtlicher Bauprojekte des Bischofs, und er war davon überzeugt, dass man für einen Kirchenbau mehr brauche als einen einfachen Baumeister. Daher eröffnete er ein eigenes Planungsbüro und engagierte sich politisch und sozial.
Andergassen war Initiator und Vorstandsmitglied der Gemeinnützigen Bau- und Siedlungsgenossenschaft Frieden und Leiter der Gemeinnützigen Wohn- und Siedlungsgesellschaft Schönere Zukunft.
Es entstanden, unter Andergassens Leitung, die Völser PAX-Siedlung – bei derer Einweihung Bundeskanzler Julius Raab anwesend war – und die Heilig-Jahr-Siedlung.
Unter seiner Bauaufsicht und finanzieller Verantwortung entstanden auch die Pfarrkirche Wilten-West und die Pfarrkirche zum Guten Hirten.
Albert Andergassen war Initiator des Völser-See-Projekts, dessen Vision darin bestand, den Völser See aus der Epoche Kaiser Maximilian I., im Rahmen einer großen Wohnanlage wiederzuerrichten. Aufgrund vieler Gründe konnte das Projekt nicht realisiert werden. Nach Andergassens Tod wurde die Wohnanlage ohne See errichtet. Die heutige Völserseesiedlung unweit des Innsbrucker Flughafens, ist neben dem Olympischen Dorf, eine der am dichtesten bevölkerten Siedlungsgebiete im Ballungsraum der Tiroler Landeshauptstadt.

## UNHCR
Als 1956 der Ungarische Volksaufstand ausbrach und Flüchtlinge in Österreich Schutz suchten, fungierte Andergassen als UNHCR Flüchtlingsbeautragter, er übernahm die Verantwortung zur Schaffung von Flüchtlingsunterkünften. Aufgrund der Unterstützung durch norwegische Spendengelder konnte unter seiner Federführung das ehem. Hotel Wiesenhof in Gnadenwald angekauft, und zu einer ungarischen Schule mit Internat umfunktioniert werden.

## Engagement
Andergassen kandidierte im Wahlkreis Innsbruck-Stadt für die Österreichische Volkspartei bei den Landtagswahlen 1953 und 1961.
Er leitete die Österreichischen Katholischen Arbeiterbewegung als 2. Vorsitzender von 1953 bis 1956, und fungierte vorab – bei ihrer Neubegründung im April 1951 in Attnang-Puchheim – als provisorischer Vorsitzender der Diözese Innsbruck. 
Andergassen organisierte Kirchenreisen nach Süddeutschland und in die Schweiz, im Zuge dessen er mit dem Bauorden Pater Werenfried van Straaten und Pater Johannes Leppich Kontakt aufnahm.

## Andenken
Trotz seines Idealismus scheiterte Albert Andergassen an beruflichen und persönlichen Problemen, er verstarb kurz vor seinem 40. Geburtstag in Innsbruck.
Seine Leistungen posthum ehrend, wurden ihm ein Platz in Neu-Rum und eine Straße in Völs gewidmet.